# گمینا لشنگتسا
گمینا لشنگتسا (به لهستانی:  Gmina Leśnica) یک گمینا در لهستان است که در شهرستان ستژلتسه واقع شده‌است. گمینا لشنگتسا ۹۴٫۶۳ کیلومتر مربع مساحت و ۸٬۷۵۷ نفر جمعیت دارد.

## نگارخانه

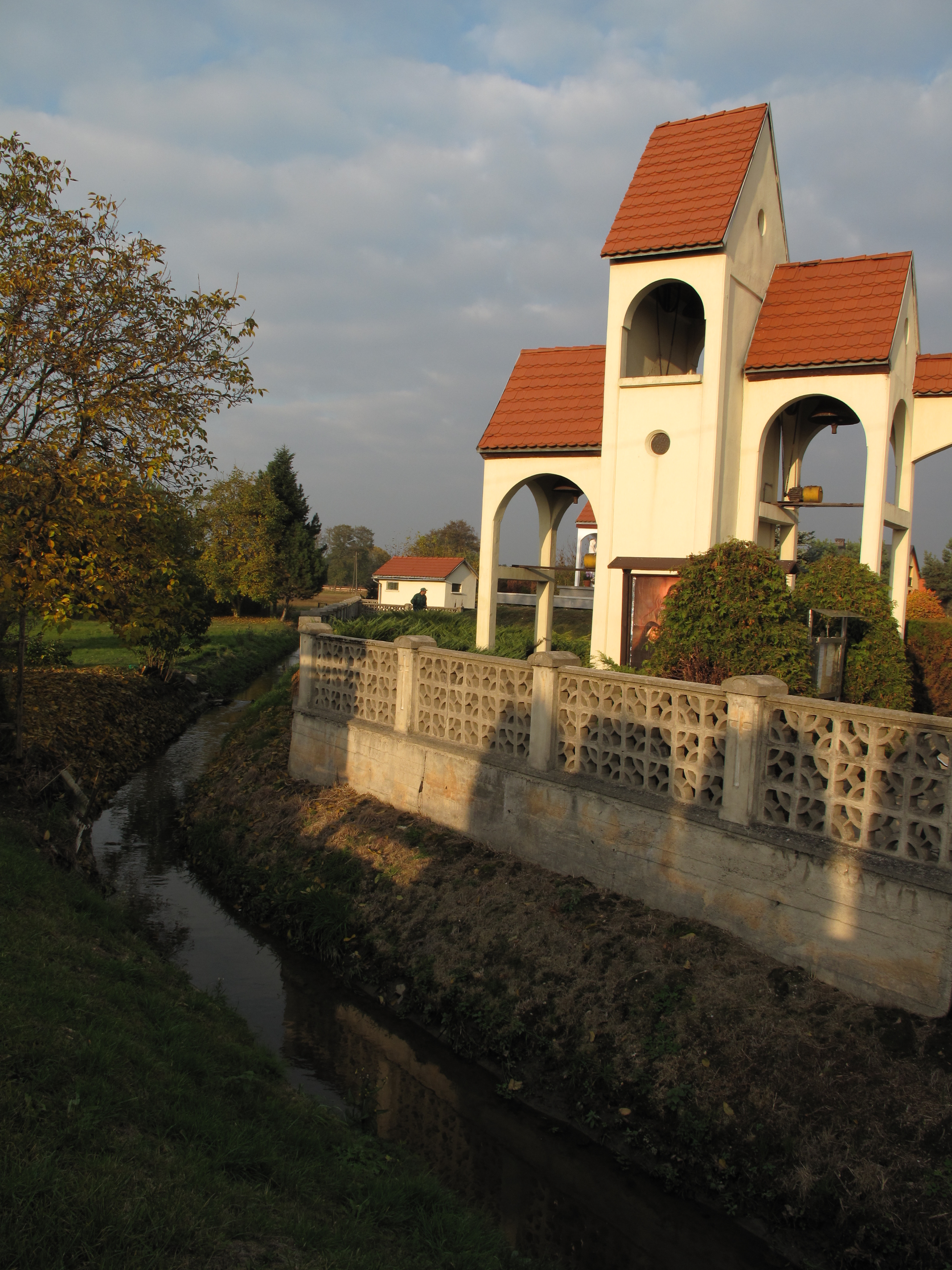
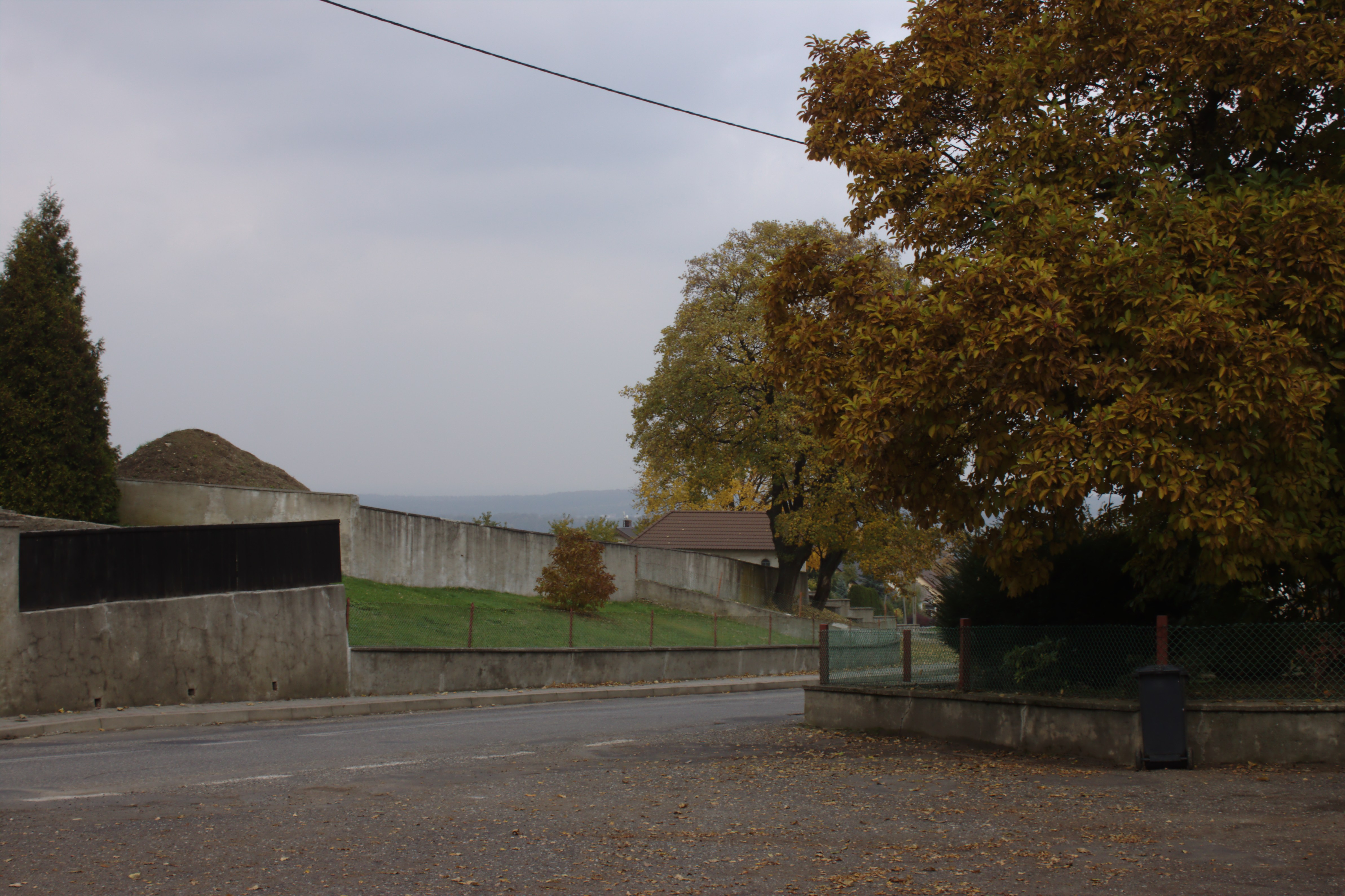
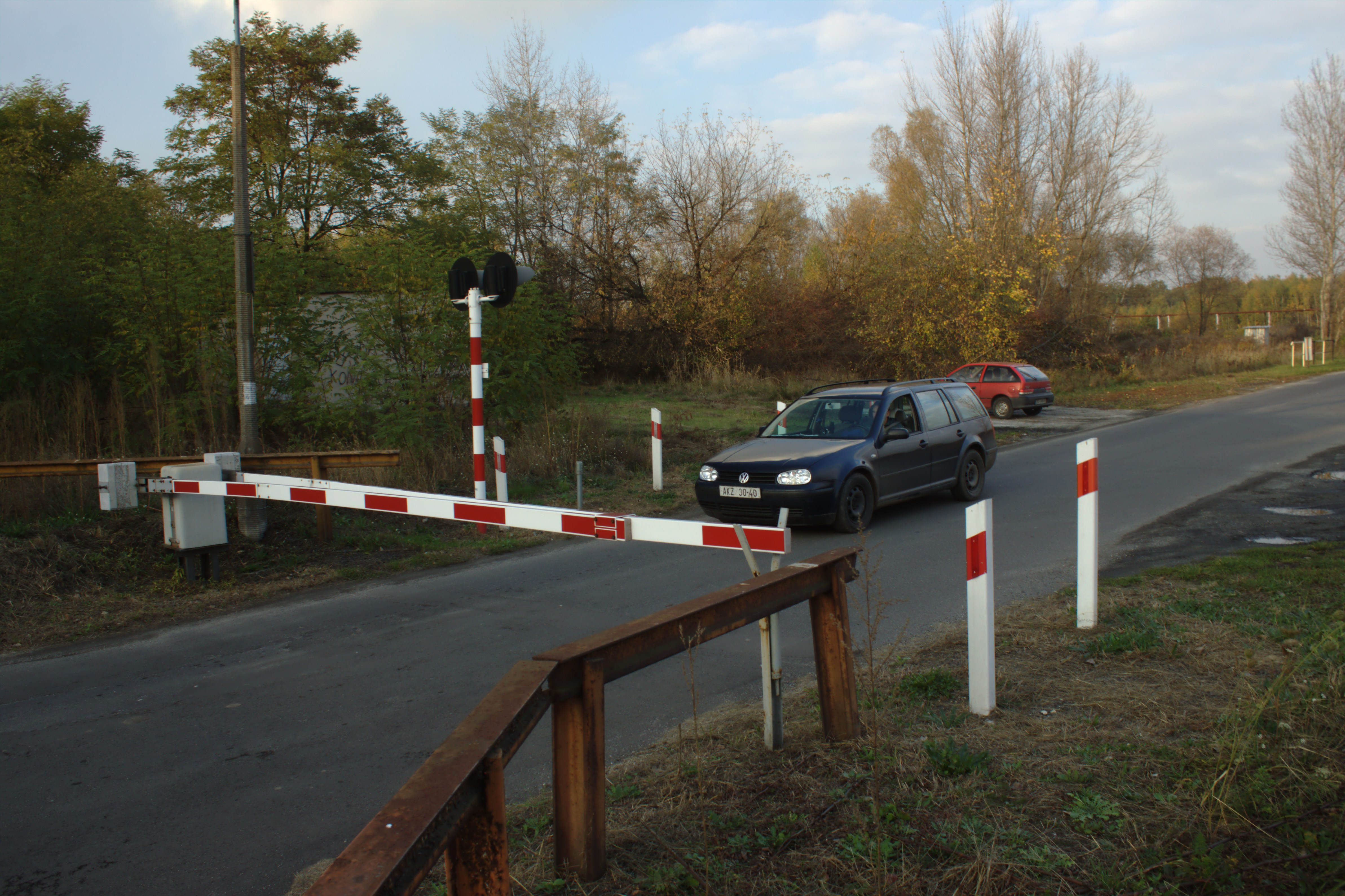